# Graustark (cheval)
Graustark (1963-1988) est un cheval de course pur-sang anglais américain. Annoncé comme un phénomène, une blessure mit prématurément un terme à sa carrière. 

## Carrière de courses
Élevé par son propriétaire John W. Galbreath dans son haras de Darby Dan Farm situé dans l'Ohio, Graustark dispute trois courses à 3 ans, qu'il remporte toutes facilement, la dernière devant deux poulains prometteurs, Port Wine et He Jr. Mais une blessure le contraint au repos pour le reste de l'année. La saison de Graustark fut éphémère, mais le style éblouissant des victoires de cet imposant alezan aux longues jambes n'est pas passé inaperçu. Pour autant, pas question de l'envisager pour le titre de meilleur 2 ans américain : il n'a gagné que des courses mineures, et il aurait dû affronter (comme c'était prévu dans l'Arlington Futurity) un certain Buckpasser qui à la fin de l'année présente un bilan de neuf victoires en onze sorties, dont les Champagne Stakes en fin de saison, et semble tout désigné pour décrocher la timbale. Buckpasser est aussi propulsé favori du Kentucky Derby 1966, c'est logique. Et, comme Graustark, il est monté par un Braulio Baeza, alors au sommet de sa carrière, numéro 1 des jockeys américains.    
L'année 1966 s'annonce bien pour Baeza, qui est associé au meilleur 2 ans américain, un solide favori de Derby. Et pourtant. Au début de l'année, le jockey panaméen fait une annonce fracassante : il délaisse Buckpasser au profit de Graustark, ce poulain qui n'a gagné que trois petites courses et qui est resté de longs mois immobilisé par une sérieuse blessure. Pour Buckpasser, c'est comme une insulte. Mais pour Baeza, les choses sont claires : Graustark est tout simplement le meilleur cheval qu'il a jamais monté. Autant dire qu'on attend de pied ferme le retour du challenger de l'Ohio. Retour qui a lieu en Floride, à Hilaeah Park, et qui laisse sans voix tant le poulain se balade. Et se balade encore lors de sa sortie suivante, et puis les autres, dont les Bahamas Stakes face au très bon Impressive, qui allait devancer nettement Buckpasser douze jours plus tard, lorsque ce dernier faisait sa rentrée : Baeza avait raison, Graustark, qui devient au fil du temps "The Big G", est bien un "superhorse" comme disent les Américains. Même si des soucis de santé ont perturbé son programme et qu'il a dû faire l'impasse sur les Everglades Stakes, les Flamingo Stakes et le Florida Derby. Et son duel annoncé dans le Kentucky Derby avec Buckpasser, dont le retour a été plus timide (la défaite contre Impressive, suivie de deux victoires de justesse dans les Everglades Stakes et les Flamingo Stakes) mais qui semble avoir beaucoup de marge et demeure le favori officiel, défraie la chronique. Mais de "match du siècle" entre les deux jeunes champions, le énième du genre, il n'y aura point. Buckpasser se blesse et doit faire une croix sur le Derby, laissant le champ libre à son étonnant rival, aussitôt propulsé grandissime favori, le plus chaud favori, même, jamais vu. Mais Graustark ne verra pas Churchill Downs lui non plus.     
Dans les Blue Grass Stakes, son ultime préparatoire avant le "Run for Roses" programmé neuf jours plus tard, Graustark mène grand train sur une piste alourdie par la pluie. Il compte jusqu'à six longueurs d'avance, mais se raccourcit soudain et se fait souffler la victoire d'un nez sur le poteau par un certain Abe's Hope, qui venait d'échouer à un nez dans les Flamingo Stakes face à un Buckpasser très passif et trop facile. Avant la course, on avait découvert une épingle enfoncée dans le sabot de Graustark, dans cette partie molle située sous le pied qu'on appelle fourchette. On avait mis un peu de glace, et puis à la guerre comme à la guerre. Erreur. Après la course, on découvre que Graustark s'est fracturé un os du sabot pendant la course. Buckpasser reviendra sur les pistes, montrera quel immense champion il est, sera élu cheval de l'année et finira au Hall of Fame. Quant à Graustark, c'est fini, direction le haras, ni honneurs ni sacre. Mais la certitude que oui, il était bien un "superhorse". De lui, l'entraîneur membre du Hall of Fame Henry Forrest dira qu'il est le meilleur cheval qu'il ait vu en cinquante ans, et le journaliste David Alexander du Thoroughbred Record écrira : "Quand vous le voyez bouger, vous entendez résonner une symphonie dans votre tête, et ses foulées sont comme les strophes d'un grand poète".     

### Résumé de carrière
| Date        | Hippodrome     | Pays        | Course             | Distance    | Jockey      | Place       | Écart       | Vainqueur ou deuxième |
| 1965, 2 ans | 1965, 2 ans    | 1965, 2 ans | 1965, 2 ans        | 1965, 2 ans | 1965, 2 ans | 1965, 2 ans | 1965, 2 ans | 1965, 2 ans           |
| ----------- | -------------- | ----------- | ------------------ | ----------- | ----------- | ----------- | ----------- | --------------------- |
| Juillet     | Arlington Park | États-Unis  | Maiden             |             | B. Baeza    | 1er         | 7           |                       |
| Juillet     | Arlington Park | États-Unis  | Allowance          |             | B. Baeza    | 1er         | 9           |                       |
| 6 août      | Arlington Park | États-Unis  | Arch Ward Handicap | 1 200 m     | B. Baeza    | 1er         | 6           | Port Wine             |
| 1966, 3 ans |                |             |                    |             |             |             |             |                       |
| Janvier     | Hilaeah Park   | États-Unis  | Allowance          | 1 200 m     | B. Baeza    | 1er         | 5           |                       |
| Janvier     | Hilaeah Park   | États-Unis  | Allowance          |             | B. Baeza    | 1er         |             |                       |
| 2 février   | Hilaeah Park   | États-Unis  | Bahamas Stakes     | 1 400 m     | B. Baeza    | 1er         | 4           | Impressive            |
| 18 avril    | Hilaeah Park   | États-Unis  | Spendthrift Purse  | 1 400 m     | B. Baeza    | 1er         | 3 ¾         | Cabildo               |
| 28 avril    | Keeneland      | États-Unis  | Blue Grass Stakes  | 1 800 m     | B. Baeza    | 2e / 9      | nez         | Abe's Hope            |

## Au haras
Graustark n'a jamais gagné une grande course, mais sa réputation le précède et il est syndiqué pour $ 2 400 000 en vue de sa carrière d'étalon, une somme énorme (même si elle ne représente que la moitié de la syndication de Buckpasser, dont le prix d'une part sera fixée, en 1967, à $ 150 000, un record à l'époque). Il revient au pays natal, dans l'Ohio de sa jeunesse, à Darby Dan Farm. Et s'avère un reproducteur de premier plan, père notamment de :
- Key to The Mint - Woodward Stakes, Travers Stakes, 3 ans de l'année en 1972
- Proud Truth - Breeders' Cup Classic, Florida Derby.
- Prove Out - Jockey Club Gold Cup, Woodward Stakes (devant Secretariat), père de mère de la légendaire Miesque.
- Avatar - Belmont Stakes, Santa Anita Derby.
- Caracolero - Prix du Jockey Club.

Tête de liste des pères de mères en Angleterre et en Irlande en 1985, notamment grâce à sa petite-fille Oh So Sharp, Graustark s'éteint en 1988, à 25 ans. Il est enterré au cimetière équin de Darby Dan Farm.

## Origines
Graustark est un fils du grandissime Ribot, l'un des plus grands champions de l'histoire que John W. Galbreath avait fait venir à Darby Dan Farm en 1958 pour un bail de cinq ans. Mais qui devait finalement rester dans l'Ohio jusqu'à sa mort en 1972 car, devenu très "étalon", c'est-à-dire dominateur, difficile voire dangereux, aucune compagnie d'assurance ne voulut couvrir les risques d'un voyage retour en Europe. Ribot fut malgré tout un très bon reproducteur, et ses produits se distinguèrent autant en Europe (à l'image de Molvedo et Prince Royal, tous deux lauréats du Prix de l'Arc de Triomphe) qu'aux États-Unis où il donna, outre Graustark, Tom Rolfe (Preakness Stakes) et surtout le Hall of Famer Arts and Letters.  
Graustark est le propre frère de His Majesty, né en 1968, bon compétiteur mais surtout excellent étalon, tête de liste aux États-Unis en 1982 et père de mère du chef de race Danehill. Leur mère, Flower Bowl, avait elle-même du talent et remporta notamment le Delaware Handicap. Elle fut décidément une fantastique poulinière puisqu'avant Graustark elle avait donné Bowl of Flowers (par Sailor), championne de sa génération à 2 et 3 ans, membre du Hall of Fame, lauréate des Frizette Stakes, des Coaching Club American Oaks et des Acorn Stakes, et enfin mère de Whiskey Road, qui s'illustra comme étalon en Australie. Flower Bowl était la petite-fille de Boudoir, une classique anglaise (deuxième des Irish 1000 Guineas en 1941) importée aux États-Unis en 1942 par Louis B. Mayer, le grand producteur de cinéma, patron de la MGM et fameux nabab d'Hollywood. Boudoir allait engendrer Your Host, vainqueur du Santa Anita Derby en 1950, et beaucoup tracer aux États-Unis, étant par exemple l'aïeule maternelle des champions Majestic Prince et Real Quiet.

### Pedigree
| Origines de Graustark (USA), mâle alezan né en 1963 | Origines de Graustark (USA), mâle alezan né en 1963 | Origines de Graustark (USA), mâle alezan né en 1963 | Origines de Graustark (USA), mâle alezan né en 1963 |
| --------------------------------------------------- | --------------------------------------------------- | --------------------------------------------------- | --------------------------------------------------- |
| Père Ribot 1952                                     | Tenerani 1944                                       | Bellini                                             | Cavaliere Darpino                                   |
| Père Ribot 1952                                     | Tenerani 1944                                       | Bellini                                             | Bella Minna                                         |
| Père Ribot 1952                                     | Tenerani 1944                                       | Tofanella                                           | Apelle                                              |
| Père Ribot 1952                                     | Tenerani 1944                                       | Tofanella                                           | Try Try Again                                       |
| Père Ribot 1952                                     | Romanella 1943                                      | El Greco                                            | Pharos                                              |
| Père Ribot 1952                                     | Romanella 1943                                      | El Greco                                            | Gay Camp                                            |
| Père Ribot 1952                                     | Romanella 1943                                      | Barbara Burrini                                     | Papyrus                                             |
| Père Ribot 1952                                     | Romanella 1943                                      | Barbara Burrini                                     | Bucolic                                             |
| Mère Flower Bowl 1952                               | Alibhai 1938                                        | Hyperion                                            | Gainsborough                                        |
| Mère Flower Bowl 1952                               | Alibhai 1938                                        | Hyperion                                            | Selene                                              |
| Mère Flower Bowl 1952                               | Alibhai 1938                                        | Teresina                                            | Tracery                                             |
| Mère Flower Bowl 1952                               | Alibhai 1938                                        | Teresina                                            | Blue Tit                                            |
| Mère Flower Bowl 1952                               | Flower Bed 1946                                     | Beau Pere                                           | Son-in-Law                                          |
| Mère Flower Bowl 1952                               | Flower Bed 1946                                     | Beau Pere                                           | Cinna                                               |
| Mère Flower Bowl 1952                               | Flower Bed 1946                                     | Boudoir                                             | Mahmoud                                             |
| Mère Flower Bowl 1952                               | Flower Bed 1946                                     | Boudoir                                             | Kampala (famille 4-d)                               |